# Bomba odłamkowa 12 kg FA wz. 35
Bomba odłamkowa 12 kg FA wz. 35 – polska bomba odłamkowa wagomiaru 12 kg. 
Pod koniec lat 20. uruchomiono w Polsce produkcję bomb wz. 27 wagomiaru 12 kg. Nowe bomby miały konstrukcję zbliżona do niemieckiej bomby 12,5 kg PuW wprowadzonej do uzbrojenia w czasie I wojny światowej. Na początku lat 30. wprowadzono do uzbrojenia zmodernizowaną wersję bomby wz. 27 oznaczoną jako wz. 33, ale nadal była to konstrukcja sięgająca swoimi korzeniami do poprzedniej wojny światowej. W 1935 w Fabryce Amunicji nr 1 rozpoczęto produkcję nowej bomby odłamkowej 12 kg FA wz. 35. Miała ona podobny do poprzedniczek kroplowy kształt, ale zupełnie nowy był zapalnik wiatraczkowy i statecznik z czterema brzechwami usztywnionymi blaszanymi rozpórkami. Bomba wz. 35 była produkowana do 1939 roku. Powstała także jej eksportowa wersja wz. 36 przeznaczona dla lotnictwa bułgarskiego. Bomba wz. 36 miała brzechwy o mniejszej rozpiętości i zaczep umożliwiający podwieszanie na wyrzutnikach pionowych.
Bomba wz. 35 miała kroplowy korpus zakończony statecznikiem. Elaborowana była trotylem lub kwasem pikrynowym. Bomba była uzbrajana zapalnikiem głowicowym wtłoczeniowym, wiatraczkowym 48/60 FA wz. 35. Zapalnik był zabezpieczony zawleczką połączoną linką z wyrzutnikiem bombowym. Po zrzucie zawleczka była wyciągana, dzięki czemu możliwe było odblokowanie wiatraczka który po wykonaniu odpowiedniej liczby obrotów wypadał z bomby i odbezpieczał zapalnik. Bomba była podwieszana na wyrzutnikach w pozycji poziomej na pojedynczym wieszaku.